# Pachetra confluens
Pachetra confluens là một loài bướm đêm trong họ Noctuidae.